# Любче (заказник)
Лю́бче — ботанічний заказник місцевого значення в Україні. Об'єкт розташований на території Ковельського району Волинської області, на захід від села Любче. 
Площа 43,7 га. Статус присвоєно згідно з рішенням Волинської обласної ради від 30.05.2000 року № 12/3. Перебуває у віданні: Тойкутська сільська рада. 
Статус присвоєно для збереження природних комплексів озер карстового походження Любче (Охотин) і Комарівське з прилеглими до них болотними, лучними та лісовими угіддями в басейні річки Турія (притока Прип'яті). 
Акваторія озер поступово зменшується через наростання шару торф'яного моху – сфагну гладкого (Sphagnum teres), а водна рослинність переміщається до центру озера. У вузькій північній частині озер розріджені зростають рогози широколистий і вузьколистий T. angustifolia, очерет звичайний,  теліптерис болотяний, хвощ болотяний, образки болотяні, на східному та південному берегах поширені осоки гостра, гостроподібна та прибережна, чистець болотяний, очерет звичайний. У заказнику трапляються розріджені лісові ділянки, де зростають береза повисла, береза пухнаста, крушина ламка, вільха клейка, сосна звичайна. 
У водоймах і прилеглих заболочених землях трапляються рідкісні види, занесені до Червоної книги України: альдрованда пухирчаста, береза низька, молодильник озерний, зозульки м'ясо-червоні, росичка англійська, коручка болотяна, ситник бульбистий, товстянка звичайна, шейхцерія болотяна.  В озері Любче зростає червонокнижна водорость - хара витончена. Три угруповання водної рослинності – альдрованди пухирчастої, латаття сніжно-білого та глечиків жовтих занесені в Зелену книгу України.

## Галерея

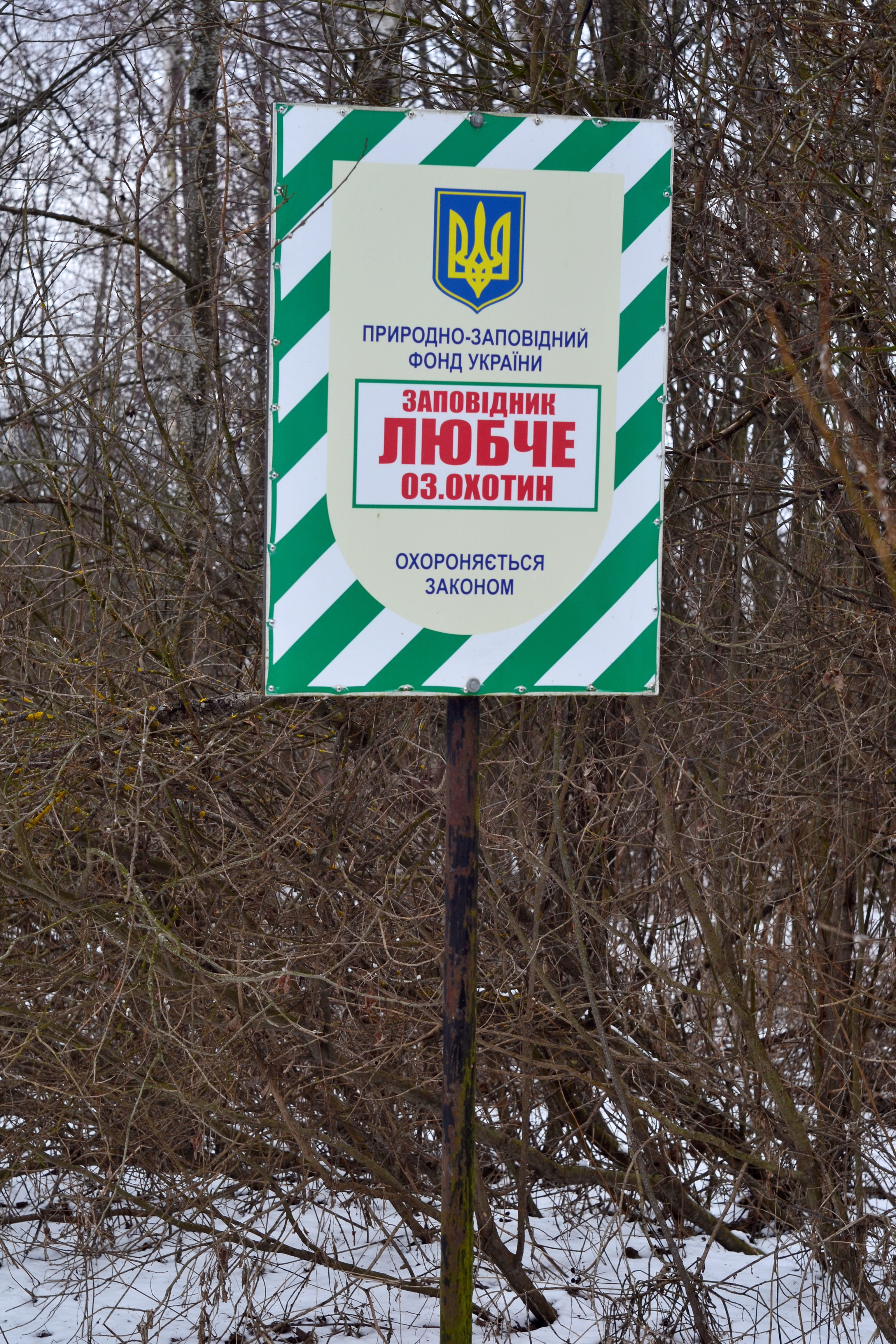
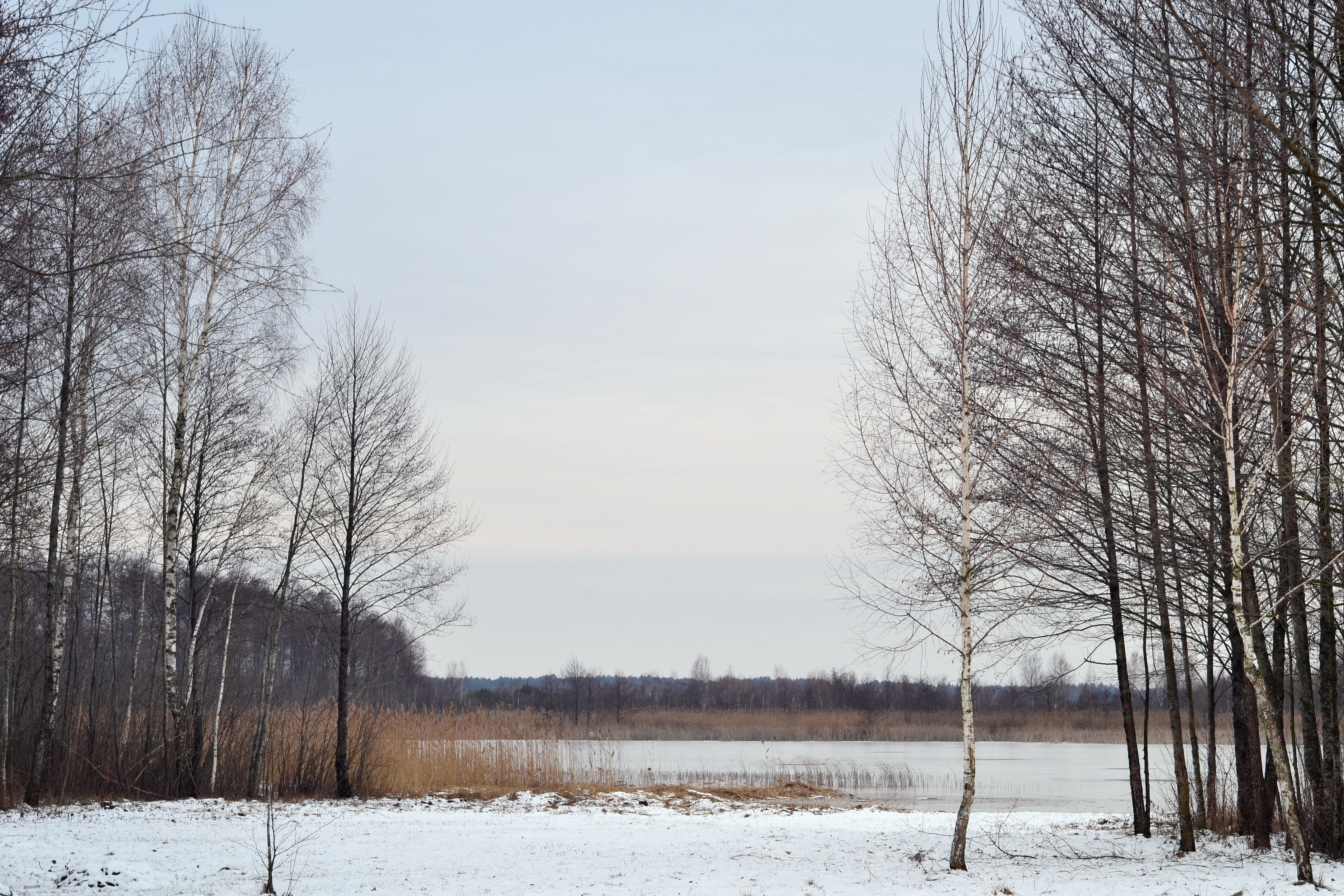
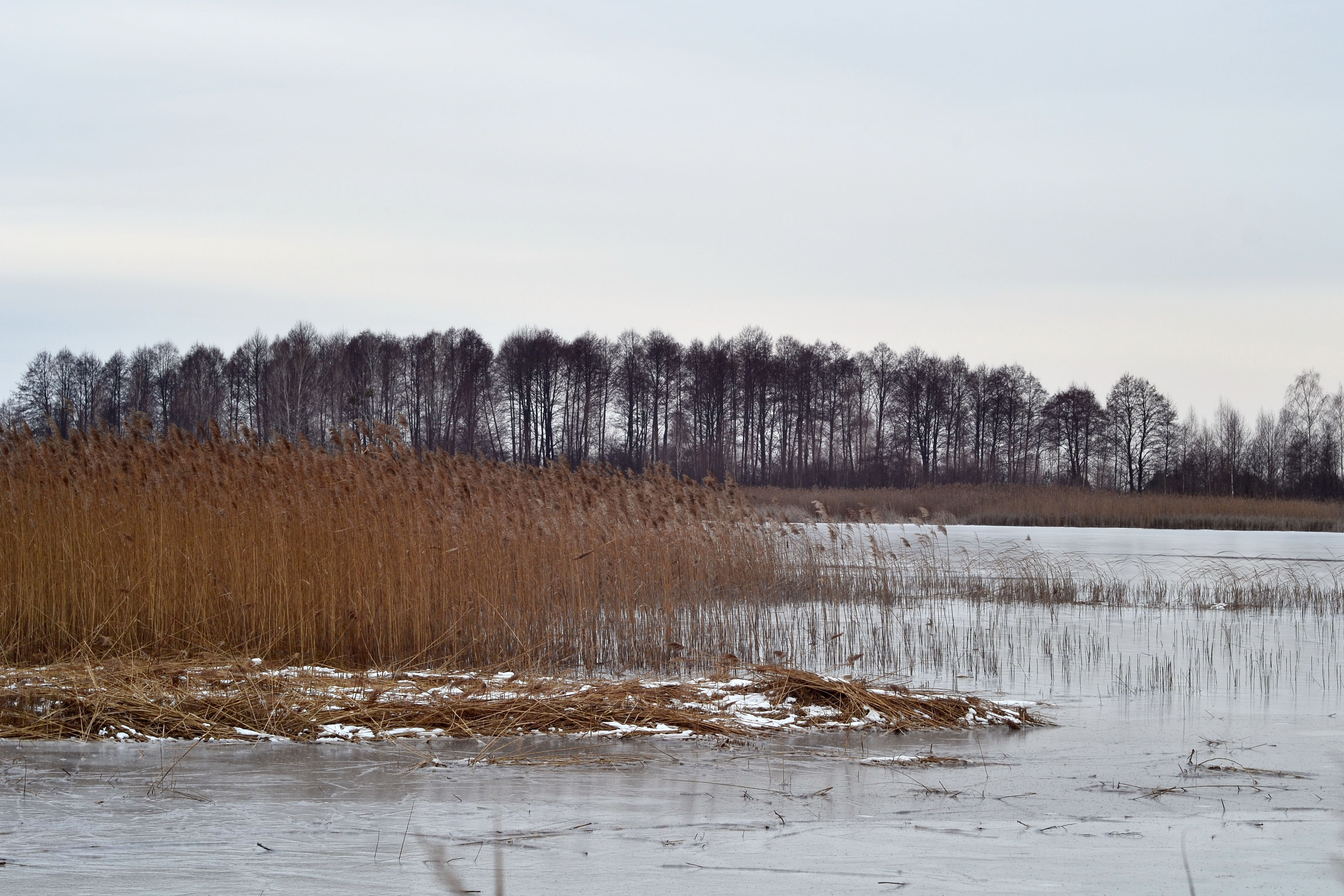
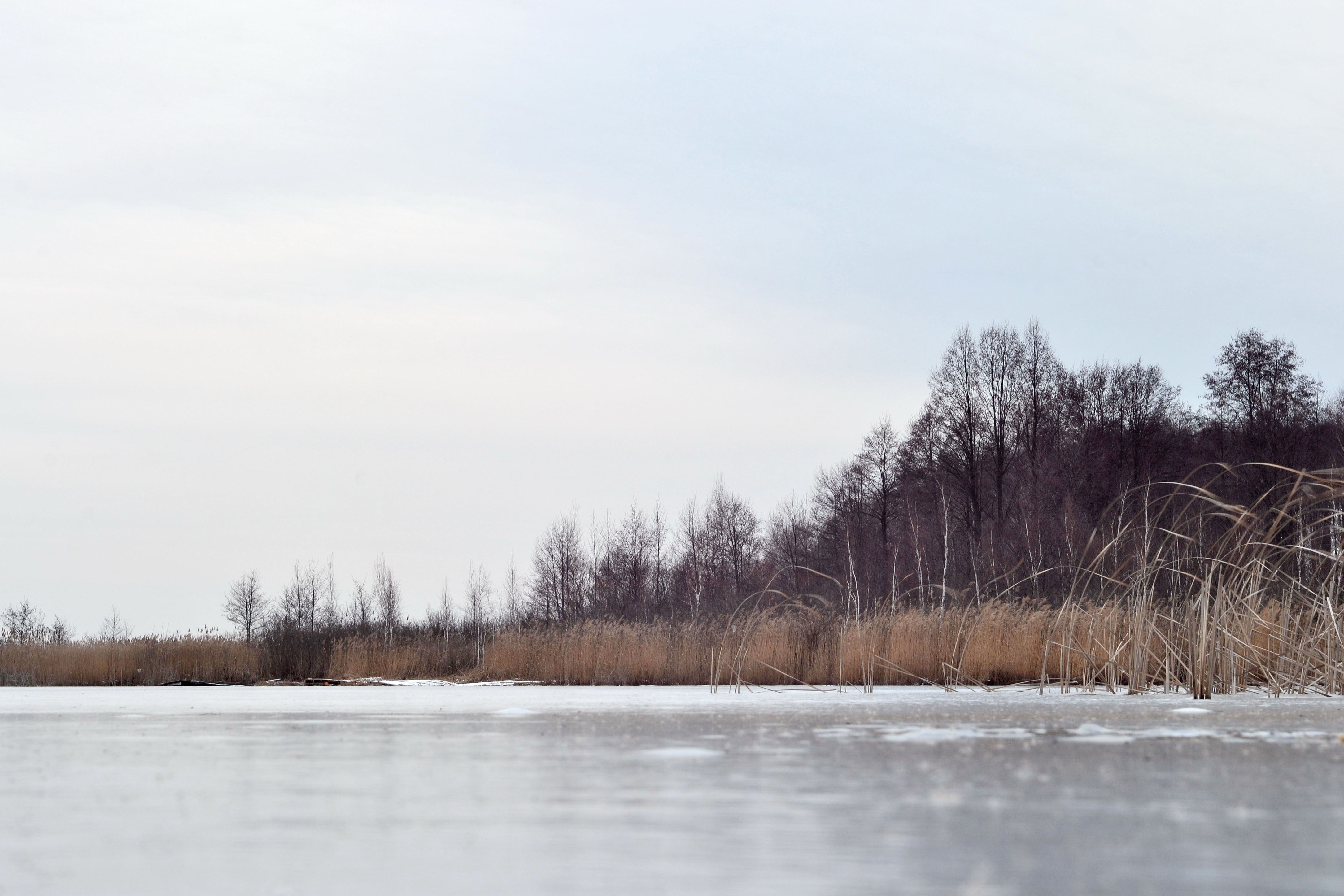
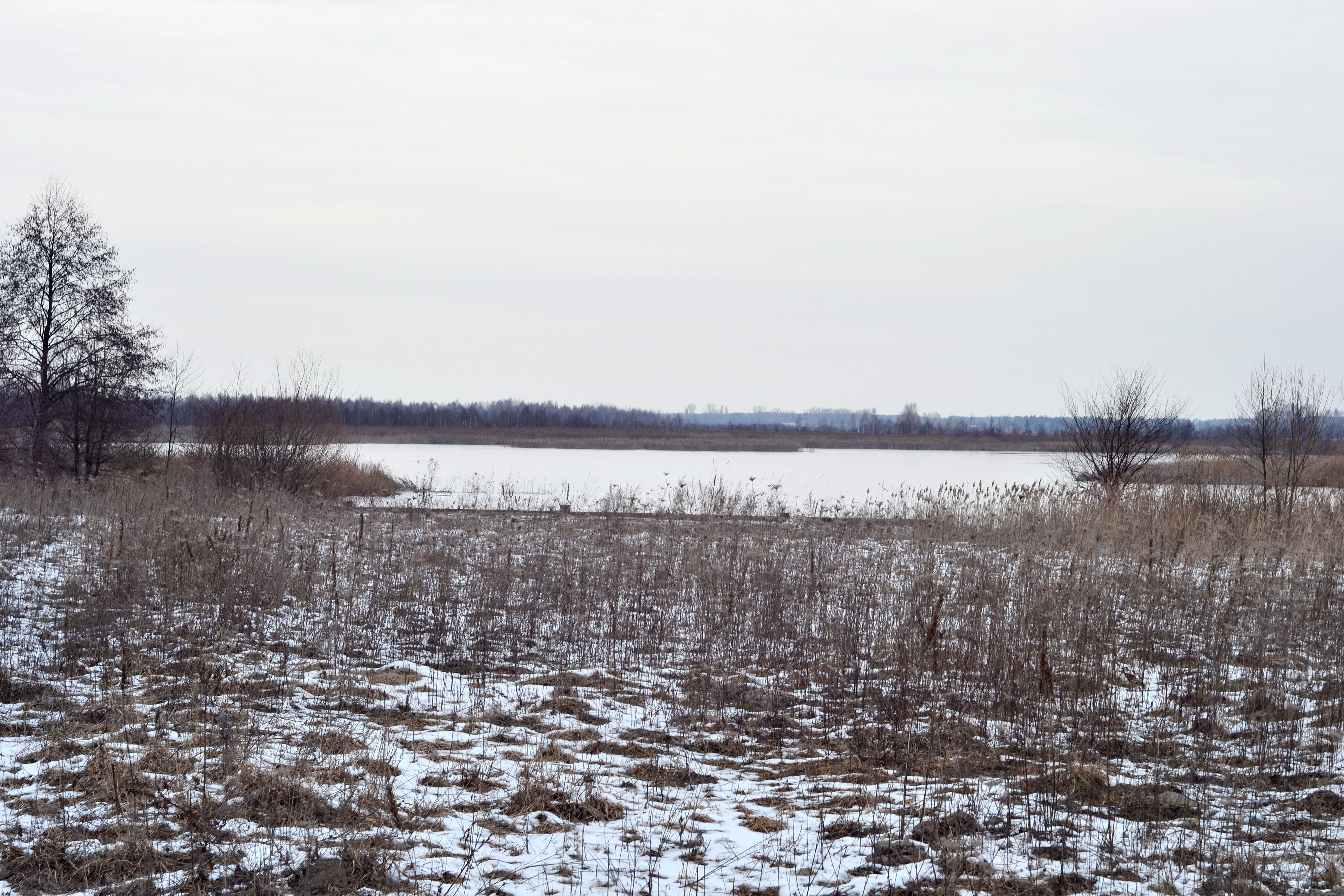